# Nervi vestibular

Anatomia de l'orella humana:
1: Orella externa.
5: Orella mitjana.
13: Orella interna:
14: Laberint: 15: Conducte semicircular, 16: Vestíbul: 17: Finestra oval, 18: Finestra rodona. 19: Còclea.
20: Nervi vestibular, 21: Nervi coclear, 22: Conducte auditiu intern.
Altres: 11: Os temporal, 12: Trompa d'Eustaqui, 23: Nervi auditiu.

El nervi vestibular és un nervi sensitiu que porta al cervell els senyals des dels conductes semicirculars i l'utricle (branca superior), i del sàcul (branca inferior). Per tant, forma part del sistema vestibular.
En l'inici del conducte auditiu intern, s'uneix al nervi coclear per formar el nervi vestibulococlear.